# Pojoksari (Sukomoro)
Pojoksari is een bestuurslaag in het regentschap Magetan van de provincie Oost-Java, Indonesië. Pojoksari telt 3472 inwoners (volkstelling 2010).